# Egaa Gymnasium
Egaa Gymnasium er et dansk gymnasium, beliggende i Aarhus-forstaden Egå. Det har ca. 750 elever.
Gymnasiet blev indviet i 2006 og er tegnet af Cubo Arkitekter. Det 183 mio. kr. dyre byggeri er opført i beton, stål og glas og er placeret på som en rektangulær kube, der udgør en 'ø' i landskabet. Bygningens fag- og klasselokaler ligger rundt om et stort åbent fællesområde.
Fra 2006 til 2007 blev gymnasiet drevet af det nu nedlagte Århus Amt. Siden har det været en selvejende institution i lighed med de fleste andre gymnasier.
Indtil d. 31. januar 2018 var gymnasiets rektor Eigil Dixen. Den nuværende rektor er Martin Ingemann. Martin Ingemann har tidligere været ansat ved Fredericia Gymnasium.
Den 30. november 2012 blev gymnasiets nye musikhus indviet.
Siden 2017 har Egaa Gymnasium haft en youtube-kanal med videoer om matematik.